# Daniel-François Auber
Daniel-François-Esprit Auber (Caen, Normandía, 29 de enero de 1782-París, 12 de mayo de 1871) fue un compositor francés, autor de alrededor de 70 obras para la escena, óperas, ballets y música religiosa.

## Biografía
El abuelo de Auber era pintor del Rey bajo el reinado de Luis XVI y su padre, mayoral de caza del mismo monarca. Este fue a la vez pintor y gran aficionado a la música. Después de la Revolución abrió un almacén de láminas. El joven Auber fue predestinado por su padre para continuar con el negocio, pero le fue permitido satisfacer su ilusión por la música y aprendió a una temprana edad a tocar algunos instrumentos. En 1802 fue enviado a Londres para aprender su lengua, regresando dos años después al reanudarse las hostilidades entre Francia e Inglaterra como consecuencia de la ruptura del Tratado de Amiens.
De regreso a Francia comenzó su carrera musical como aficionado, compartiendo esta afición con el negocio familiar de estampación de láminas que funcionaba muy bien. Durante este tiempo compuso una pequeña ópera cómica L’Erreur d’un moment, interpretada por una sociedad de aficionados a la música de París. Luigi Cherubini se interesó por el y lo introdujo en la familia Chimay, relación de la que salió muy favorecido. Por entonces escribió también Jean de Couvin, ópera cómica en tres actos.
Se orientó entonces hacia el teatro para el que escribió cerca de 70 partituras. Su primera representación se efectuó en el teatro Feydeau el 27 de febrero de 1813 con el Séjour militaire, de éxito mediocre, seis años después se representó en el mismo teatro Le Testament el les billets deux.
Entretanto el padre de Auber muere arruinado. Entonces el joven Auber intentará vivir de la música. En 1820 escribe La Bergère chatelaine y descubre por entonces la música de Rossini que influye notablemente en su obra. Conoce también a Eugène Scribe, autor de cuadernos de óperas muy famosos, con el que estableció una buena relación durante veinte años con el que se complementó perfectamente.
A partir de entonces, compuso una ópera por año. A lo largo de su vida escribió 37 óperas cómicas y 10 óperas que forman un total de 132 actos y quince ballets.
Sus principales éxitos fueron Le Maçon, ópera cómica en tres actos (525 representaciones de 1825 a 1896), Emma ou La promesse imprudente, ópera cómica en tres actos que se interpretó 121 veces sin interrupción de 1821 a 1832, La neige ou le Nouvel Eginhard con 145 representaciones y Léocadie con 120 representaciones en ocho años. Alcanzó la gloria con La muette de Portici, gran ópera en cinco actos, interpretada por Laure Cinti-Damoreau (soprano) y Adolphe Nourrit (tenor) que desde 1828 hasta 1882 tuvo un total de 505 representaciones. Durante su representación en Bruselas el 25 de agosto de 1830 se produjo un tumulto que fue la señal para la revolución por la cual Bélgica se independizó de Holanda. Esta obra sentó las bases de la gran ópera francesa.
Auber sucedió a su mentor Luigi Cherubini como director del Conservatorio de París en 1842, puesto que ocupó hasta su muerte en 1871. En 1825 fue elegido miembro de la Legión de Honor, consiguiendo el rango de comandante en 1847. Napoleón III le nombró Maestro de Capilla Imperial en 1857.
Durante el sitio alemán de París (1870-71), se quedó en la ciudad, pero las miserias sufridas enfermaron su corazón y murió el 12 de mayo de 1871.

## Óperas
- L’Erreur d’un moment (1805, Salle Doyen, París)
- Jean de Couvin (septiembre de 1812, Castillo de Chimay, Bélgica)
- Le Séjour militaire (27 de febrero de 1813, Teatro Nacional de la Ópera Cómica, París)
- Le Testament et les billets-doux (18 de septiembre de 1819, Ópera cómica, París)
- Le Bergère châtelaine (27 de enero de 1820, Ópera cómica, París)
- Emma, ou la Promesse imprudente (7 de julio de 1821, Ópera cómica, París)
- Leicester, ou le Château de Kenilworth (25 de enero de 1823 Ópera cómica, París)
- La Neige, ou le Nouvel Éginhard (8 de octubre de 1823, Opéra Comique, París)
- Vendôme en Espagne (5 de diciembre de 1823, Ópera nacional de París)
- Les Trois genres (27 de abril de 1824, Théâtre de l'Odéon, París)
- Le Concert à la cour, ou la Débutante (3 de junio de 1824, Ópera cómica, París)
- Léocadie (4 de noviembre de 1824, Ópera cómica, París)
- Le Maçon (3 de mayo de 1825, Ópera cómica, París)
- Le Timide, ou le Nouveau séducteur (30 de mayo de 1826, Ópera cómica, París)
- Fiorella (28 de noviembre de 1826, Ópera cómica, París)
- Masaniello, ou La Muette de Portici (29 de febrero de 1828 Teatro de la Ópera, París)
- La Fiancée (10 de enero de 1829, Ópera cómica, París)
- Fra Diavolo, ou l’Hôtellerie de Terracine (28 de enero de 1830, Ópera cómica, París)
- Le Dieu et la bayadère, ou la Courtisane amoureuse (13 de octubre de 1830, Teatro de la Ópera, París)
- Le Philtre (20 de junio de 1831, Teatro de la Ópera, París)
- La Marquise de Brinvilliers (31 de octubre de 1831, Teatro de la Ópera, París)
- Le Serment, ou les Faux-monnayeurs (1 de octubre de 1832, Teatro de la Ópera, París)
- Gustave III, ou le Bal masqué (27 de febrero de 1833, Teatro de la Ópera, París)
- Lestocq, ou L’intrigue et l’amour (24 de mayo de 1834, Opéra Cómica, París)
- Le Cheval de bronze (23 de marzo de 1835, Ópera Cómica, París)
- Actéon (23 de enero de 1836, Ópera Cómica, París)
- Les Chaperons blancs (9 de abril de 1836, Ópera cómica, París)
- L’Ambassadrice (21 de diciembre de 1836, Ópera cómica, París)
- El dominó negro (2 de diciembre de 1837, Ópera cómica, París)
- Le Lac des fées (1 de abril de 1839, Teatro de la Ópera, París)
- Zanetta, ou Jouer avec le feu (18 de mayo de 1840, Ópera Cómica, París)
- Les Diamants de la couronne (6 de marzo de 1841, Ópera cómica, París)
- Le Duc d’Olonne (4 de febrero de 1842, Ópera cómica, París)
- La Part du diable (16 de enero de 1843, Ópera cómica, París)
- La Sirène (26 de marzo de 1844, Ópera cómica, París)
- La Barcarolle, ou l’Amour et la musique (22 de abril de 1845, Ópera cómica, París)
- Les Premiers pas (15 de noviembre de 1847, Ópera Nacional, París)
- Haydée, ou le Secret (28 de diciembre de 1847, Ópera cómica, París)
- L’Enfant prodigue (6 de diciembre de 1850, Teatro de la Ópera, París)
- Zerline, ou la Corbeille d’oranges (16 de mayo de 1851, Teatro de la Ópera, París)
- Marco Spada (21 de diciembre de 1852, Ópera cómica, París)
- Jenny Bell (2 de junio de 1855, Ópera cómica, París)
- Manon Lescaut (23 de febrero de 1856, Ópera cómica, París)
- La Circassienne (2 de febrero de 1861, Ópera cómica, París)
- La fiancée du Roi de Garbe (11 de enero de 1864, Ópera cómica, París)
- Le premier jour de bonheur (15 de febrero de 1868, Ópera cómica, París)
- Rêve d’amour (20 de diciembre de 1869, Ópera cómica, París)